# Capitão Phillips
Capitão Phillips (título em Portugal e no Brasil, no original em em inglês:  Captain Phillips)  é um filme de drama e suspense biográfico estadunidense de 2013 dirigido por Paul Greengrass e estrelado por Tom Hanks. O filme é uma cinebiografia do marinheiro mercante capitão Richard Phillips, que foi levado como refém por piratas somalis durante o sequestro do Maersk Alabama em 2009.
O filme é dirigido por Greengrass a partir de um roteiro escrito por Billy Ray baseado no livro, A Captain's Duty: Somali Pirates, Navy SEALs, and Dangerous Days at Sea, por Richard Phillips com Stephan Talty. O filme é produzido por Scott Rudin, Dana Brunetti e Michael De Luca. Foi lançado em 11 de outubro de 2013 e teve a sua estreia em exibição no Festival de Cinema de Nova Iorque de 2013.

## Sinopse

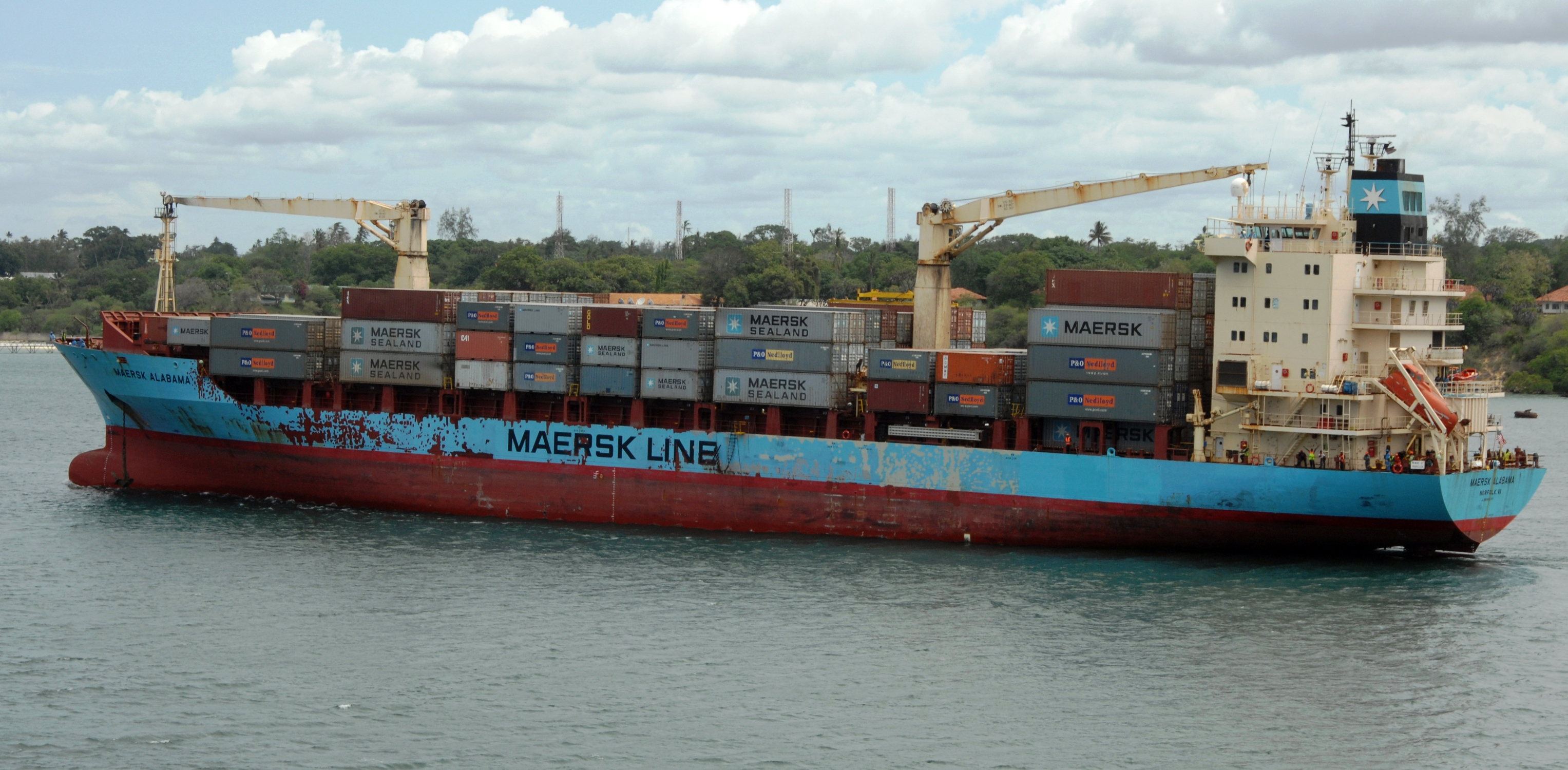
O cargueiro MV Maersk Alabama deixando um porto no Quénia nove dias após o fim do sequestro.

Richard Phillips (Tom Hanks) embarca no cargueiro MV Maersk Alabama no porto de Omã e inicia sua viagem através do Golfo de Áden para Mombaça, no Quênia. Ciente das recentes atividades de piratas na costa da Somália, ele toma medidas para aumentar a segurança do navio.
Enquanto isso, em uma aldeia na Somália, Abduwali Muse (Barkhad Abdi) é despertado quando os chefões da pirataria local aparecem na vila para cobrar mais dinheiro de cargas roubadas. Abduwali e alguns vizinhos embarcam em um navio pesqueiro tailandês roubado e rumam à rota de navios cargueiros. Com a ajuda de um radar, eles detectam o MV Maersk Alabama isolado dos outros navios, tornando-o um alvo fácil.
Durante um exercício de segurança, Phillips detecta duas lanchas se aproximando rapidamente do navio, com Abduwali e seus comparsas. Sabendo que seu telefone está sendo interceptado por eles, ele forja uma conversa com a Marinha dos Estados Unidos e convence um dos barcos de que um helicóptero de guerra está a caminho. O outro barco, liderado por Abduwali, prossegue na caçada, mas acaba desistindo quando o motor quebra.
No dia seguinte, Abduwali e três companheiros (Najee (Faysal Ahmed), Elmi (Mahat M. Ali) e Hufan (Issak Farah Samatar) retornam  e tentam invadir no navio novamente. Phillips e sua equipe tentam de tudo para repeli-los, mas os piratas conseguem subir a bordo da embarcação. Phillips ordena que a maior parte de sua tripulação se esconda na casa das máquinas.
Uma vez no navio, os piratas exigem o dinheiro do cofre e as mercadorias dos contêineres. Phillips, feito refém pelos bandidos, tenta negociar com eles para ganhar tempo até que o resgate venha. Em certo momento, a tripulação escondida na casa das máquinas consegue dominar Abduwali, que havia entrado no local para procurar mais reféns. Negociando por radiofone com os demais piratas, a tripulação propõe uma troca de reféns e cede uma baleeira para que o bando fuja. Contudo, a quadrilha consegue sequestrar Phillips e o leva com a baleeira, esperando trocá-lo por um resgate.

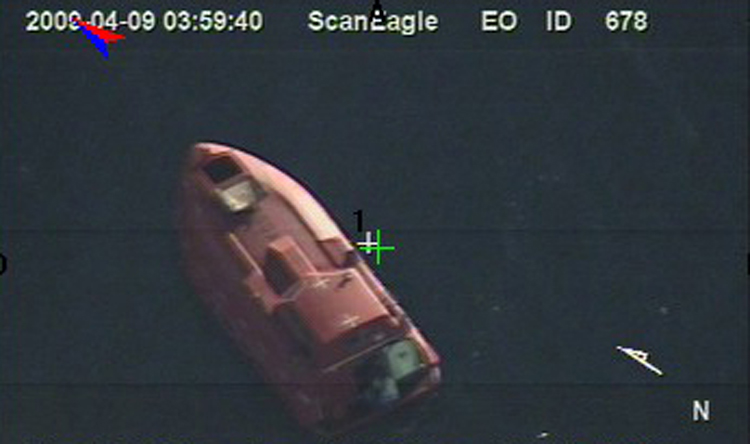
A baleeira com Phillips e seus quatro raptores, em foto tirada pelo Scan Eagle, um drone.

Enquanto seguem para a costa africana, a tensão aumenta entre os piratas conforme eles vão ficando sem khat, perdem contato com o navio pesqueiro que servia de nave mãe para eles, percebem que são seguidos pelo MV Maersk Alabama e são interceptados pelo contratorpedeiro USS Bainbridge da marinha estadunidense. Enquanto mais navios e barcos da marinha chegam, Phillips tenta convencer Abduwali de que ele chegou ao fim da linha, mas ele afirma que foi longe demais para desistir. No USS Bainbridge, o capitão Frank Castellano (Yul Vazquez) é ordenado a impedir que  a baleeira chegue ao continente custe o que custar.
Naquela noite, Phillips tenta escapar a nado, mas um pirata nada atrás dele e os atiradores de elite da marinha não conseguem identificar os homens ao mar e decidem não atirar. Os piratas disparam tiros de advertência e ele acaba retornando à embarcação, onde é espancado por sua tentativa de fuga. Mais tarde, a Marinha, com a ajuda de um tradutor (Omar Berdouni), convence Abduwali a embarcar no contratorpedeiro, onde os anciãos de sua tribo logo estarão para conversar com ele.
Enquanto isso, uma equipe de SEALs da marinha desce de paraquedas no local para resolver a situação. Enquanto três atiradores de elite dos SEALs se posicionam para eventualmente conseguir abater os três piratas restantes simultaneamente, Frank e os outros SEALs prosseguem nas tentativas de negociação. Eles convencem os piratas a se deixarem rebocar, e um navio da marinha passa a controlar a trajetória da baleeira.
Phillis tenta escrever uma carta à sua família escondido, mas é flagrado por Najee, que resolve amarrá-lo, amordaçá-lo e ameaçá-lo com uma arma. Ele e seus dois companheiros restantes acabam entrando nas linhas de tiro dos atiradores da SEAL, e são todos mortos ao mesmo tempo. A bordo do USS Bainbridge, Abduwali é dominado e mantido sob custódia, acusado de pirataria. Phillips é resgatado e tratado na enfermaria do navio, em estado de choque.
De acordo com os créditos, Richard Philips retornou a Vermont e reencontrou a família no dia 17 de abril de 2009. Abduwali Muse foi condenado a pirataria e cumpre pena de 38 anos na Complexo Penitenciário Federal de Terre Haute, na Indiana. O Capitão Philips retornou ao mar após sua recuperação.

## Elenco
- Tom Hanks como Capitão Richard Phillips
- Barkhad Abdi como Abduwali Muse
- Catherine Keener como Andrea Phillips
- Barkhad Abdirahman como Bilal
- Faysal Ahmed como Najee
- Mahat M. Ali como Elmi
- Michael Chernus como Shane Murphy
- David Warshofsky como Mike Perry
- Corey Johnson como Ken Quinn
- Chris Mulkey como John Cronan
- Yul Vazquez como Capitão Frank Castellano
- Max Martini como Comandante da Navy SEALs
- Omar Berdouni como Nemo
- Mohamed Ali como Asad
- Issak Farah Samatar como Hufan

## Produção

### Desenvolvimento

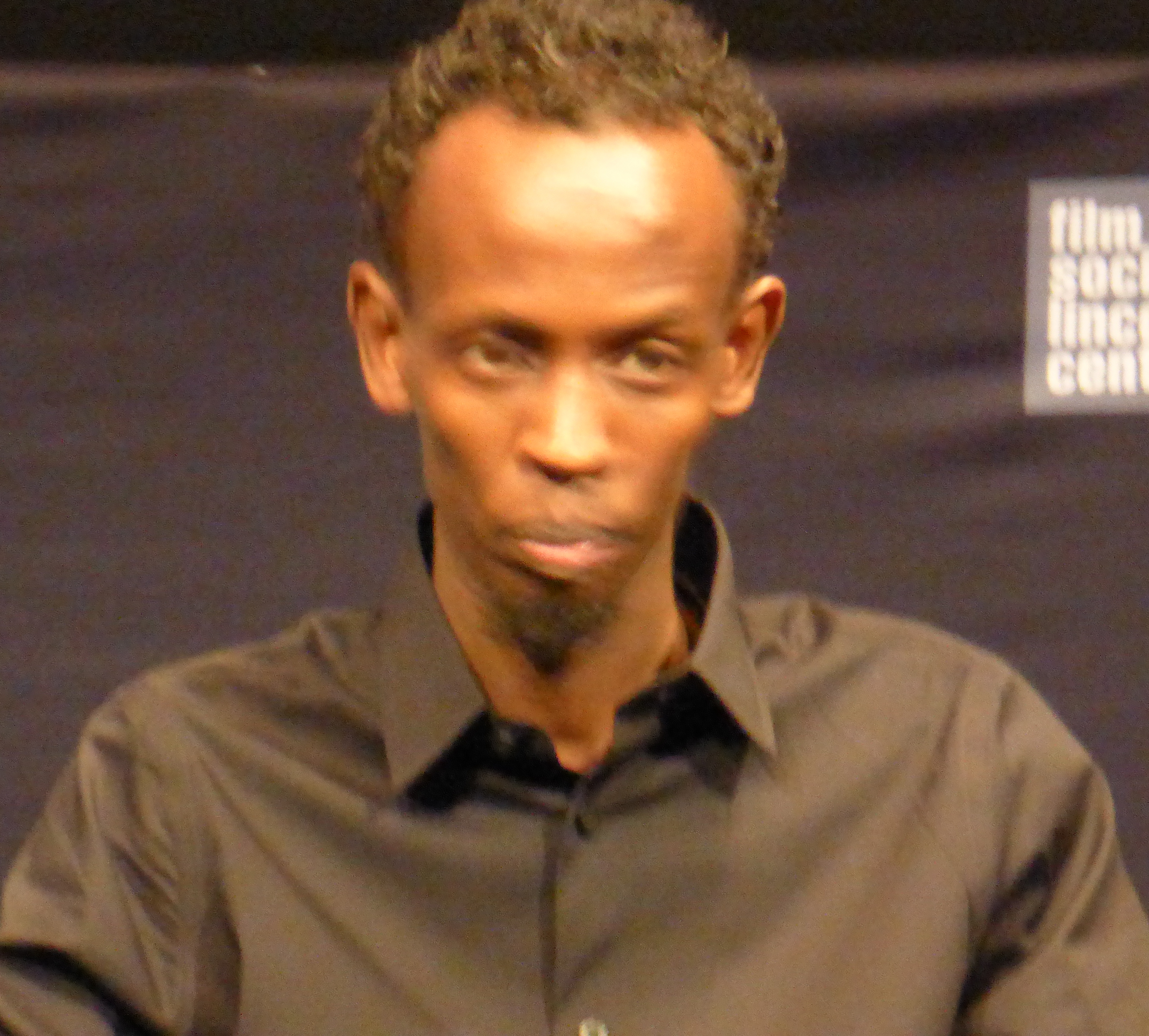
Barkhad Abdi retratou o líder pirata, Abduwali Muse.

Logo após a publicação do livro de memórias de Richard Phillips A Captain's Duty em 2010, a Sony Pictures comprara os direitos do filme. Em março de 2011, o ator Tom Hanks uniu-se ao projeto depois de ler um rascunho do roteiro escrito por Billy Ray. Durante o mês de junho, o diretor Paul Greengrass foi oferecido o comando da adaptação para o cinema, em seguida, sem título. A pesquisa em todo o mundo depois foi em curso para encontrar coadjuvantes da Somália do filme. A partir desta pesquisa, Barkhad Abdi, Barkhad Abdirahman, Faysal Ahmed, e Mahat M. Ali foram escolhidos entre mais de 700 participantes em uma chamada de elenco em 2011, no Cedar-Riverside, Minneapolis. De acordo com o diretor de pesquisa do elenco, Debbie DeLisi, os quatro atores foram escolhidos porque eram "os escolhidos, esse grupo ungido que fora preso".
Produtores visitaram o National Navy UDT-SEAL Museum para ver o barco salva-vidas de cinco toneladas, feito em fibra de vidro e atualmente marcado de balas, a bordo do qual os piratas mantiveram capitão Phillips como refém, para que pudessem recriar precisamente o barco e interiores no filme. Os produtores também puderam ver um exemplo do veículo aéreo não tripulado Boeing Insitu ScanEagle, usado para monitorar a crise, bem como o fuzil de precisão Mark 11 Mod 0 (SR-25) (usado pelos SEALs da Marinha dos EUA), ambos em exibição no museu.

### Filmagem
A filmagem principal de Capitão Phillips começou em 26 de março de 2012. As filmagens ocorreram na costa de Malta, no Mar Mediterrâneo. Nove semanas foram passadas a bordo do Alexander Maersk, um navio porta-contêineres, idêntico ao do Maersk Alabama, que foi fretado em termos comerciais.

### Trilha sonora
A trilha sonora para Capitão Phillips foi composta por Henry Jackman. A trilha sonora do filme foi lançada em meios física em 15 de outubro de 2013 por Varèse Sarabande. Outras músicas que aparecem no filme são:
- "Up In Here" por KOVAS
- "Hilm B Hilm" por Musa Hanhan
- "Wonderful Tonight" por Eric Clapton
- "The End" por John Powell

## Recepção

### Crítica
Capitão Phillips teve sua estreia mundial, abrindo o Festival de Cinema de Nova Iorque de 2013 em 28 de setembro de 2013, onde recebeu uma enxurrada de comentários fantásticos de críticos de cinema. Ele foi elogiado por sua direção, roteiro, valores de produção, fotografia e, mais significativamente, pelas performances de Tom Hanks e Barkhad Abdi. Muitos críticos têm considerado o filme como um verdadeiro retorno atingido por Hanks, nomeando-o como o seu melhor desempenho desde Náufrago (2000).
O site Rotten Tomatoes relata que 90% dos críticos deram ao filme uma crítica positiva com base em 49 comentários, com uma pontuação média de 8.6/10. O consenso do site registra o seguinte: "Inteligente, com atuações poderosas e incrivelmente intenso, Capitão Phillips oferece aos cinéfilos um filme biográfico de Hollywood bem feito - e Tom Hanks oferece uma vitrine para mais uma brilhante performance". Metacritic, que atribui uma pontuação média ponderada de 100 a opiniões de críticos convencionais, que dá ao filme uma pontuação de 77 com base em 22 comentários.

### Bilheteria
Em 17 de novembro de 2013, Capitão Phillips arrecadou 97 617 000 milhões de dólares nos Estados Unidos e 66 400 000 milhões de dólares em outros países, para um total mundial de 164 017 000.

### Controvérsias
Em um artigo do New York Post, alguns dos membros da tripulação acusaram o filme de ser impreciso nos fatos e a representação de Phillips. O artigo afirma também que havia dois assaltos durante um período de 18 horas, em oposição ao que é mostrado no filme.
Em uma entrevista à CNN, Mike Perry, o Chefe de Máquinas do Maersk Alabama, afirmou que o filme não contou a verdadeira história.
Phillips também confirmou que o filme é um retrato ficcional de sua experiência e não factual. Quando perguntado se o filme faz um bom trabalho de retratar o seu plano de sobrevivência, Phillips disse: "O filme retratou algumas das coisas que passaram, eu não chamaria isso de um plano. Após os piratas embarcarem era mais ad hoc e fazendo o melhor que posso. Foi uma situação ruim e eu estava apenas tentando fazer o que eu podia, portanto, algumas das coisas que o filme não trouxe foi [sic] o telefone via satélite tentando chamar seus manipuladores, e o VHF e radar mantinha de usar isso para seu benefício, e senso comum e fazer o que eu poderia fazer para tentar manter e recuperar o controle que eu perdi quando os piratas embarcaram.".
Em resposta aos relatórios críticos sobre o filme a serem imprecisas, diretor Paul Greengrass (em uma sessão "pergunte-me qualquer coisa" no Reddit) abordou os relatórios com a seguinte declaração: "Estou feliz que você perguntou isso! Também vi essas histórias, baseadas em um `tripulante anônimo`. Estes são os fatos. Logo depois do incidente do Maersk Alabama ter sido resolvido com sucesso e o Capitão Phillips ter voltado para casa em segurança, alguns tripulantes processaram a Corporação Maersk alegando que eles foram colocados em uma trajetória perigosa e que o Capitão Phillips ignorou avisos de se manter afastado da costa da Somália (...) Conversamos como todos os tripulantes, com todos os militares responsáveis que desempenharam um papel central nesses eventos e pesquisamos o passado de quatro dos piratas. Estou 100% satisfeito com a imagem que fizemos desses eventos, incluindo o papel desempenhado pelo Capitão Phillips."